# Iso Kalliojärvi
Iso Kalliojärvi eller Kalliojärvi är en sjö i Finland. Den ligger i kommunen Sonkajärvi i landskapet Norra Savolax, i den centrala delen av landet, 400 km norr om huvudstaden Helsingfors. Iso Kalliojärvi ligger 154 meter över havet. Den är 20,1 meter djup. Arean är 28,7 hektar och strandlinjen är 4,73 kilometer lång. Sjön  ingår i Vuoksens huvudavrinningsområde.   I omgivningarna runt Iso Kalliojärvi växer i huvudsak blandskog.